# 甘肃枫杨
甘肃枫杨（学名：Pterocarya macroptera）为胡桃科枫杨属下的一个种。

## 扩展阅读
- 維基物種上的相關：甘肃枫杨